# 南憂蘭
南 憂蘭（みなみ うらん）は、日本のAV女優。
2006年にAVデビュー。

## 作品
2006年
- 「エスカレートするドしろーと娘 83」（5月2日、プレステージ）
- 「ウリをはじめた制服少女 大塚初ウリ少女」（5月4日、プレステージ）
- 「初撮りバイブル 19」（6月1日、プレステージ）
- 「Tokyo流儀 19」（7月1日、プレステージ）
- 「REC 02」（7月12日、プレステージ）
- 「NEWジェネ女子校生」（8月2日、プレステージ）他2名出演
- 「人妻、未成年。」（9月1日、プレステージ）
- 「みるスポ！うらん」（12月19日、みるきぃぷりん♪）

2007年
- 「女を知らない! お嬢様レポーター（150cm）が現役水泳選手（170cm）に!」（1月18日、LADY×LADY）
- 「みるきぃHiスクール。 ショップ下着買取り編 #143」（4月19日、みるきぃぷりん♪）
- 「～初めての真正生ハメ8連射～ うらん」（5月19日、みるきぃぷりん♪）
- 「顔は丸の内 カラダは車中!!」（5月25日、ホットエンターテイメント）
- 「唾液系痴女がマグロ男を鬼イカセ!!」（5月25日、ビッグモーカル）
- 「ラブレズ 〔うらん×吉川萌〕」（6月19日、みるきぃぷりん♪）共演:吉川萌
- 「唾液系痴女がマグロ男を鬼イカセ!!」（6月22日、ビッグモーカル）他出演:星優乃、中野すず
- 「実録淫行女子校生 2007 File1」（6月30日、ゴリラプロジェクト）他2名出演
- 「新・素人女子校生 ［CLASS-A]」（7月10日、ビッグモーカル）
- 「生ハメ連射砲×連続真正中出し」（7月19日、みるきぃぷりん♪）共演:吉川萌
- 「夜の女子校生2」（8月3日、ビッグモーカル）
- 「Midnight High-school Girl in TOKYO 夜の女子校生2」（8月10日、ビッグモーカル）他出演:さくらの、星野優奈
- 「ゴムなしH膣外射精 うらん」（8月19日、みるきぃぷりん♪）
- 「REAL 女子校生 VOL.8」（10月26日、笠倉出版社）蘭名義

2008年
- 「夜の女子校生BEST 4時間」（5月9日、ビッグモーカル）他出演:鮎川なお、若葉かおり、大塚ひな、山口まゆ、さくらの、平井ゆきな、真崎寧々、星野優奈
- 「ショートカットロ●ータ Collection 4時間」（7月11日、I.B.WORKS）他14名出演
- 「SIMPLE 1980 THE フェラチオ 完全撮り下し 3rd Impact」（7月11日、ビッグモーカル）他11名出演

2009年
- 「巨乳女子校生BEST 4時間」（5月22日、ビッグモーカル）他19名出演

2011年
- 「妹系 女子校生 8時間BEST」（5月25日、ビッグモーカル）他39名出演